# Свефберт (король Кента)
Свефберт (др.-англ. Swæfberht) — король Кента, который правил совместно с Освином и, возможно, со Свефхардом.
Свефберт выпустил недатированную хартию, которая была засвидетельствована Освином, и, вероятно, является Gabertus, который засвидетельствовал хартию, выпущенную Освином в июле 689 года. Он обычно отождествляется со Свефхардом из-за их похожих имён и совпадения в датировке, но поделённое управление королевством было обычным явлением в англосаксонской Англии, особенно в Эссексе, где родился Свефхард.